# Bilfouda
Bilfouda (auch: Bilfuda, Bilifouda, Boulfonda) ist ein Weiler in der Landgemeinde Liboré in Niger.

## Geographie
Der Weiler befindet sich rund 13 Kilometer nördlich des Hauptorts Liboré der gleichnamigen Landgemeinde, die zum Departement Kollo in der Region Tillabéri gehört. Zu den Siedlungen in der näheren Umgebung von Bilfouda zählen Kogorou im Nordosten, Galbal im Süden und Saga Gorou II im Westen.
Bilfouda ist Teil der Übergangszone zwischen Sahel und Sudan. Die durchschnittliche jährliche Niederschlagsmenge beträgt hier zwischen 500 und 600 mm. Südwestlich der Siedlung erstreckt sich der 40 Hektar große See Bangou Kirey, der Teil einer Seenkette im Trockental Kori de Ouallam ist.

## Geschichte
In der Gegend von Bilfouda wurden 470 Rennöfen zur Gewinnung von Eisen aus Eisenerz identifiziert, die zwischen dem 4. und 6. Jahrhundert n. Chr. in Verwendung waren. Sie weisen alle eine ringförmig eingeschlossene Schlacke mit einem Volumen von etwa 0,1 Kubikmetern auf. Ein weiteres historisches Zentrum der Eisengewinnung in Liboré ist die Nachbarsiedlung Galbal.
Die heutige Siedlung Bilfouda wurde Anfang des 20. Jahrhunderts gegründet. Ihre ersten Einwohner kamen aus dem am Fluss Niger gelegenen Dorf Tonko Bangou. Sie hielten sich anfangs nur während der Regenzeit zur Bewirtschaftung der Felder in Bilfouda auf und kehrten nach der Ernte nach Tonko Bangou zurück, bis sie sich schließlich dauerhaft in der neuen Siedlung niederließen. In ethnischer Hinsicht handelte es sich vor allem um Zarma. Innerhalb der ersten zwanzig Jahre nach der Ortsgründung wanderten Fulbe-Viehzüchter zu. Diese verloren während der Dürren der 1970er und 1980er Jahre ihr Vieh und wurden auch zu Ackerbauern.

## Bevölkerung
Bei der Volkszählung 2012 hatte Bilfouda 1269 Einwohner, die in 141 Haushalten lebten. Bei der Volkszählung 2001 betrug die Einwohnerzahl 777 in 98 Haushalten.

## Wirtschaft und Infrastruktur
Es gibt eine Grundschule in der Siedlung.